# Año de las Naciones Unidas
1985 fue proclamado Año de las Naciones Unidas por la Asamblea General de las Naciones Unidas durante su 39° período de sesiones, a través de la resolución 39/161 adoptada el 17 de diciembre de 1984. Este año conmemoró el 40° aniversario de la fundación de la ONU, destacando su papel en la promoción de la paz, el desarrollo sostenible, los derechos humanos y la cooperación internacional. Con el tema "Las Naciones Unidas por un mundo mejor", la proclamación buscó reforzar el compromiso global con los principios establecidos en la Carta de las Naciones Unidas.
Además, este año coincidió con el 25° aniversario de la histórica Declaración sobre la Concesión de la Independencia a los Países y Pueblos Coloniales de 1960, subrayando la importancia de la descolonización como un objetivo fundamental de la organización y reafirmando el derecho de los pueblos a la autodeterminación.

## Actividades y alcance
Durante ese 1985, se llevaron a cabo numerosas actividades internacionales y nacionales orientadas a reflexionar sobre los logros alcanzados por la ONU desde su creación en 1945 y a fortalecer entre sus Estados miembros con los principios de la organización.
Uno de los eventos más destacados fue el período de sesiones conmemorativo de la Asamblea General, que culminó el 24 de octubre de 1985, coincidiendo con el Día de las Naciones Unidas. Durante este evento, los líderes mundiales reafirmaron su compromiso con los principios de la Carta de las Naciones Unidas y adoptaron resoluciones que marcaron el rumbo de las futuras actividades de la organización. En el contexto de estas celebraciones, se proclamó 1986 como Año Internacional de la Paz, como una continuación de los ideales promovidos durante el Año de las Naciones Unidas y en reconocimiento de la paz como un objetivo central de la organización, incluyendo ceremonias incluyendo ceremonias simbólicas como el uso de claveles blancos como emblema de paz.
El impacto de estas actividades fue significativo, logrando involucrar tanto a gobiernos como a organizaciones no gubernamentales en un esfuerzo colectivo para reforzar el compromiso con los principios de la ONU. La conmemoración no solo permitió reflexionar sobre los logros pasados, sino que también sentó las bases para futuros compromisos en áreas como la resolución de conflictos, la justicia social y la cooperación internacional.